# Jacqueline Chabbi
Jacqueline Chabbi, née Barbe en 1943, est une historienne et universitaire française. Elle est professeur émérite en études arabes à l'université de Paris-VIII. Spécialiste des débuts de l'islam et de l'histoire du monde musulman médiéval, elle prône une lecture anthropologique et historique du Coran.

## Biographie
Née dans le Finistère, Jacqueline Chabbi grandit en région parisienne. Elle dit apprendre d'abord l'arabe dès quatorze ans, par l’intermédiaire d'amies algériennes et d'un juif français d'origine marocaine, avant de suivre des cours au lycée, passant le baccalauréat avec arabe en LV1.  Tout en étudiant au lycée du Raincy, elle a suivi l'arabe en cours du soir au lycée Louis-le-Grand à Paris et ensuite, en classe terminale, les cours d’hypokhâgne. Elle est agrégée d'arabe en 1968,, puis soutient en 1971 une thèse en études arabo-islamiques intitulée Abd al Qadir Al Gilani : idées sociales et politiques dans le contexte du Ve/XIe siècle et du VIe/XIIe siècle, sous la direction de Claude Cahen, orientaliste renommé, à l'université Paris-3, suivie en 1992 par une thèse d'État sur L'Arabie occidentale au début du septième siècle : étude des représentations et des mentalités à l'université Paris-IV sous la direction de Jamel Eddine Bencheikh.
Elle est professeure en lycée de 1968 à 1973, puis à partir de 1973, enseigne à l'université de Paris-VIII-Saint-Denis où elle est nommée professeure en 1993. Elle prend sa retraite académique en 2011,.

## Activités de recherche et éditoriales
Jacqueline Chabbi est spécialiste de l'histoire du monde musulman et plus particulièrement du soufisme et des origines de l'islam,,. Elle publie en 1997 sa thèse d'État sous le titre Le Seigneur des tribus. L'islam de Mahomet.
Elle a participé à la série de documentaires Jésus et l'Islam, diffusée sur Arte en décembre 2015.
Elle est l'auteure de plusieurs entrées dans l'Encyclopædia Universalis, sur le soufisme, le martyre de Al-Halladj et le martyre de Husayn, Ibn al-'Abd Wahhâb et l'Hégire.

## Vie privée
Jacqueline Barbe s'est mariée à M'hamed Chabbi, mort avant 2020, membre de la famille d'Abou el Kacem Chebbi, important poète tunisien venant d'une grande famille tunisienne dont les origines remontent au XVIe siècle.

## Publications principales
- Dieu de la Bible, Dieu du Coran (avec Thomas Römer), Paris, Le Seuil, 2020, 304 p.  (ISBN 9782021421361)[15]
- On a perdu Adam. La création dans le Coran, Paris, Éditions Seuil, 2019, 372 p.  (ISBN 978-2-021-41684-8)
- Les Trois Piliers de l'islam : Lecture anthropologique du Coran, Paris, Éditions Seuil, 2016, 384 p.  (ISBN 2021231011) / Réédition « Points Essais », 2018  (ISBN 978-2-757-87247-5)[16]
- Le Coran décrypté : Figures bibliques en Arabie, Paris, Éditions Fayard, 2008, 415 p.  (ISBN 2213635285 et 978-2213635286) / Réédition aux Éditions du  Cerf, coll. « Lexio », 2014  (ISBN 978-2-204-10322-0)
- Le Seigneur des tribus. L'islam de Mahomet, Paris, Éditions Noésis (Agnès Viénot), 1997, 725 p. (ISBN 2911606132 et 978-2911606137) / Réédition aux Éditions du CNRS, 2010, 734 p.  (ISBN 978-2-271-06711-1)[17],[18]
- L'Arabie occidentale au début du septième siècle : Étude des représentations et des mentalités, Lille, A.N.R.T, 1992
- Maître et disciples dans les traditions religieuses (ouvrage collectif), Paris, Le Cerf, 1990

## Distinctions
- Chevalier de la Légion d'honneur (2016)[19].